# Nazzareno Di Marco
Nazzareno Di Marco (* 30. April 1985 in Ascoli Piceno) ist ein italienischer Leichtathlet, der sich auf den Diskuswurf spezialisiert hat.

## Sportliche Laufbahn
Erste internationale Erfahrungen sammelte Nazzareno Di Marco im Jahr 2001, als er bei den Jugendweltmeisterschaften in Debrecen mit einer Weite von 51,06 m in der Qualifikationsrunde mit dem leichteren 1,5-kg-Diskus ausschied. 2003 gelangte er bei den Junioreneuropameisterschaften in Tampere mit 53,40 m auf den zehnten Platz mit dem 1,75-kg-Diskus und im Jahr darauf wurde er bei den Juniorenweltmeisterschaften in Grosseto mit 52,70 m Elfter. 2005 verpasste er bei den U23-Europameisterschaften in Erfurt mit 50,84 m den Finaleinzug und 2007 klassierte er sich bei den U23-Europameisterschaften in Debrecen mit 54,45 m auf dem achten Platz. 2018 startete er bei den Europameisterschaften in Berlin und schied dort mit 57,49 m in der Qualifikationsrunde aus und 2022 gelangte er bei den Mittelmeerspielen in Oran mit 59,52 m auf Rang sechs.